# Lake View (Arkansas)
Lake View é uma cidade localizada no estado americano de Arkansas, no Condado de Phillips.

## Demografia
Segundo o censo americano de 2000, a sua população era de 531 habitantes.
Em 2006, foi estimada uma população de 483, um decréscimo de 48 (-9.0%).

## Geografia
De acordo com o United States Census Bureau, a localidade tem uma área de
13,0 km², sem área coberta por água.

## Localidades na vizinhança
O diagrama seguinte representa as localidades num raio de 24 km ao redor de Lake View.